# Ljetna univerzijada 2001.
XXI. Ljetna univerzijada održana je u kineskom glavnom gradu Pekingu od 22. kolovoza do 1. rujna 2001. godine.
Najviše je odličja osvojio domaćin Kina (54 zlata, 25 srebara i 24 bronce; ukupno 103 odličja). Hrvatska je na 45. mjestu s jednim i to brončanim odličjem.

## Športovi
- atletika
- jedrenje
- košarka
- mačevanje
- plivanje
- ronjenje
- nogomet
- skokovi u vodu
- vaterpolo
- športska gimnastika
- ritmička gimnastika
- tenis
- odbojka

Demonstracijski športovi
- džudo
- stolni tenis